# Пакдешт
Пакдашт (перс. پاکدشت‎) — город в Иране, на юго-востоке остана Тегеран. Город является административным центром центрального бахша шахрестана Пакдашт.

## История
На месте Пакдашта в древности были несколько сельских поселений, располагавшихся в пустыне Рей. Примерно в 1300—1250 гг. до н. э. в районе современного Пакдашта развивалась культура керамики. В VII в. н. э. регион был завоеван арабами. В VIII в. здесь располагалось несколько очень больших и важных деревень численностью более 10 тыс. человек каждая. В эпоху Каджаров землею региона владели члены королевской семьи. При династии Пехлеви Реза-шах также захватил несколько деревень и передал их своему наследнику. После Исламской революции, в 1998 г. был официально создан шахрестан Пакдашт. В настоящее время в городе проживает множество народов, например азербайджанцы, курды, луры, персы, у каждого народа есть какие-то свои обычаи, однако между ними ощущается культурное единство. В городе и его окрестностях есть множество достопримечательностей, например, гробница имамзаде Панджаъли, гробница имамзаде Аулия, гробница имамзаде «Чехель-Дохтар» (букв.: Сорок дочерей) и некоторые другие гробницы, старинный ледниковый погреб Бир-Даглан, мост через местную реку, построенный при Каджарах и зарегистрированный как национальное наследие Ирана.

## Демографическая динамика
Население города, в соответствии с тремя последними официальными переписями (октябрь 1996 г., октябрь 2006 г. и октябрь 2011 г.) составило, соответственно: 49,220, 126,937 и 206,490 человек, увеличившись таким образом за весь период в четыре раза. Это — весьма высокий темп. Очень быстро росло население города за 1996—2006 гг.: приблизительно по 99 ‰ в среднем за год. Таких колоссальных темпов роста невозможно достичь даже при максимально высокой рождаемости, которая, впрочем, по всей видимости и наблюдалась в это время в Пакдаште. Но её максимальный уровень равняется только порядка 50-55 ‰ в год, или в два раза меньше зафиксированных цифр роста городского населения. Поэтому очевидно, что основную часть зафиксированного роста населения дали массовые миграции. В 2006—2011 гг. среднегодовые общие темпы прироста горожан выросли, ещё больше превысив предельно возможные показатели рождаемости: они составили 102 ‰. График роста населения города имеет выраженную гиперболическую форму, что означает, что относительные, впрочем как и абсолютные, темпы роста его населения год от года растут. В целом за 1996—2006 гг. в среднем за год население города росло на 7,800 человек, а в 2006—2011 гг. — на 15,900 человек, или в 2 раза больше. Резко выросла и доля города в общем населении остана Тегеран: буквально за 5 лет она поднялась с 1,1 % в 2006 г. до 1,7 % в 2011 г. Если принять население самого Тегерана (без пригородов) за 100 %, то в 1996 г. в Пакдаште проживало только 0,7 % от этого числа, но в 2006 г. — уже 1,6 % (+0,9 %), а в 2011 г. — 2,5 % (также +0,9 %). Таким образом, рост населения Пакдашта значительно опережает его рост в столице страны, вероятно, как за счет куда более высокой рождаемости местного населения, так и благодаря массовой миграции. Особенностью населения Пакдашта является резкое преобладание мужчин: их по переписи 2011 г. было 105,8 тыс. человек, а женщин — только 100,7 тыс. Иными словами, в городе на 100 женщин зарегистрировано более 105 мужчин. Это связано с ярко выраженной молодостью местного населения, то есть, высоким процентом детей и молодежи, среди которых, как правило, резко преобладают лица мужского пола, и низким процентом пожилых, среди которых обычно преобладают женщины. Благодаря молодости населения очень высокий темп роста численности горожан будет наблюдаться и дальше, хотя вероятно в ближайшие годы все-таки произойдет отход от чрезмерно высоких темпов роста, так как двузначные цифры среднегодового роста крайне высоки и не могут продолжаться бесконечно. Они должны будут постепенно начать снижаться, прежде всего за счет уменьшения темпов миграции, что произойдет тогда, когда в город уже переселится достаточно большое количество населения, а значит, резервы миграции значительно уменьшатся: мигрировать станет некому потому, что все, кто хотел переехать в Пакдашт, уже переедут в него. Когда город достигнет достаточно высокой численности (примерно 500 тыс. человек), его рождаемость тоже должна будет резко упасть, так как в условиях современного Ирана рождаемость в больших городах достаточно быстро падает. Тем самым будет перекрыт второй источник бурного роста городского населения. Когда все эти процессы случатся, можно ожидать стремительно падения нынешних темпов роста населения Пакдашта: в 2, 3 и даже 4 раза — до среднего уровня, характерного для больших городов развивающихся стран Ближнего Востока.